# Godeharduskerk
De Godeharduskerk is een kerkgebouw in Marrum in de Nederlandse provincie Friesland. Het is een rijksmonument.

## Beschrijving
De kerk was gewijd aan Godehardus van Hildesheim (960-1038) en kan als romanogotisch bouwwerk worden beschouwd. De locatie is midden in het dorp op een kerkhof, omringd door een boomsingel.
De eenbeukige bakstenen kerk werd gebouwd in de 13e eeuw met gebruik van tufsteen van de voorganger (11e eeuw). Iets van dat tufsteen is nog in de muren, vooral de zuidmuur, achtergebleven. Aan de noord- en zuidmuur is ook te zien dat de kerk diverse aanbouwen moet hebben gehad. Het koor, uitwendig vijfzijdig en inwendig rond gesloten, kreeg in de 16e eeuw een nieuwe kap. In 1796 werd het gebrandschilderd glas verwijderd. De rondboogvensters, die de 16e-eeuwse gotische ramen vervingen, dateren uit 1802. De westgevel heeft met lisenen een driedeling. Boven de omlijste ingang bevinden zich een gedenksteen en een roosvenster.
De oorspronkelijke stompe kerktoren van onbekende datum werd in 1858 vervangen door een geveltoren met ingesnoerde spits uit 1858. Er hangen een aan Andries Obertin toegeschreven kleine klok uit 1630 en een door Van Bergen in 1945 gegoten grote luidklok.
Het interieur wordt gedekt door een tongewelf met trekbalken. De preekstoel (1658) is gemaakt door de houtsnijder Dirk Sydtses en de overhuifde herenbank met opzetstuk in Lodewijk XIV-stijl (1723) door Jacob Sydses Bruinsma.
Het kerkorgel uit 1831 is gebouwd door Jan Adolf Hillebrand, maar werd door het kerkbestuur afgekeurd. Het is daarom grondig gewijzigd door Nicolaus Anthony Lohman en pas in 1833 ingewijd. Daarna vonden ingrijpende wijzigingen plaats in 1860, 1878, 1944 en 1973. Sinds de laatste ingreep was het orgel in slechte staat. Het werd niet meer bespeeld en men behielp zich tientallen jaren met een kistorgel. Na een restauratie, waarbij de niet als stijlvol beschouwde wijzigingen van 1944 en 1973 werden teruggedraaid, werd het instrument in 2010 weer in gebruik genomen.

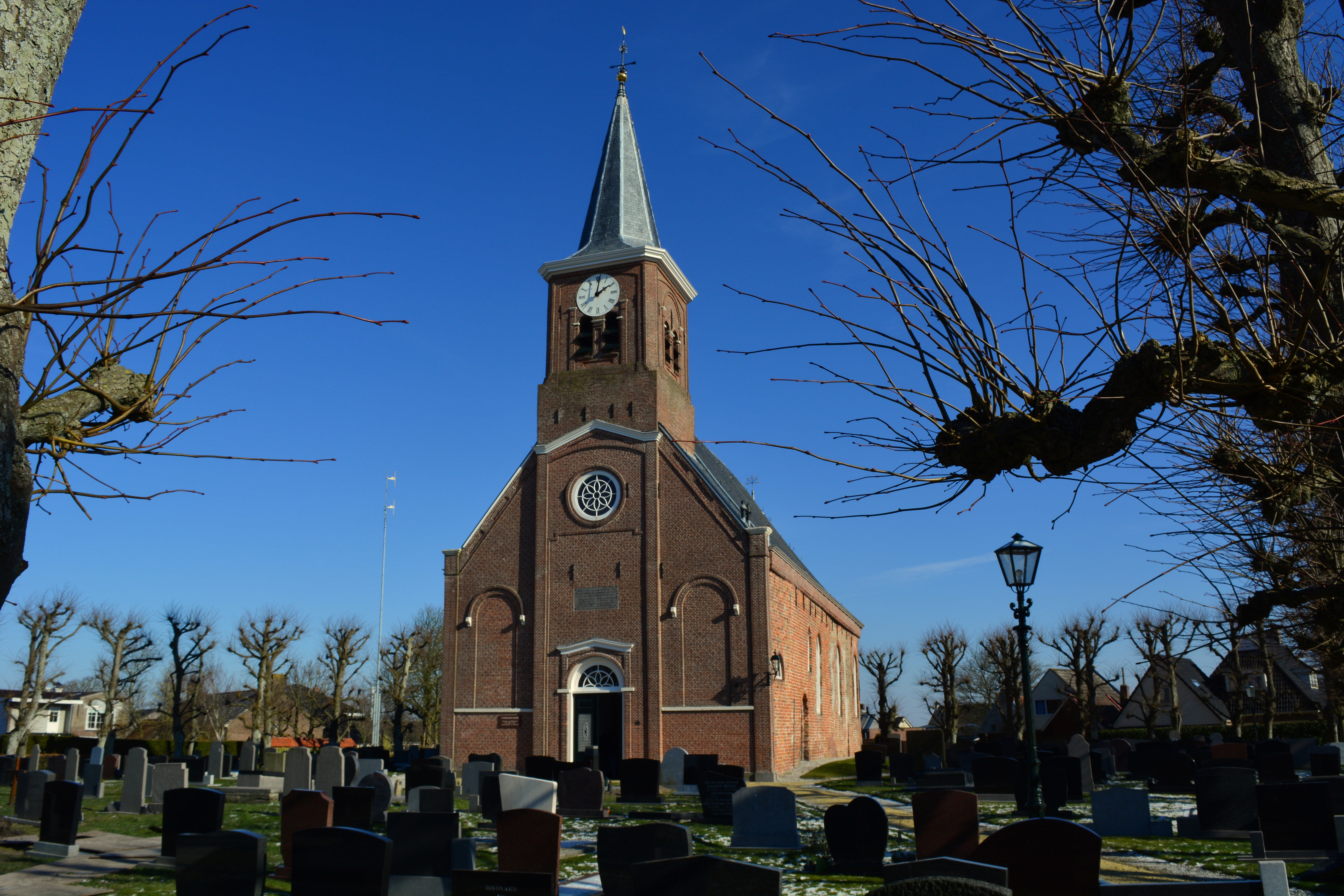
Voorgevel
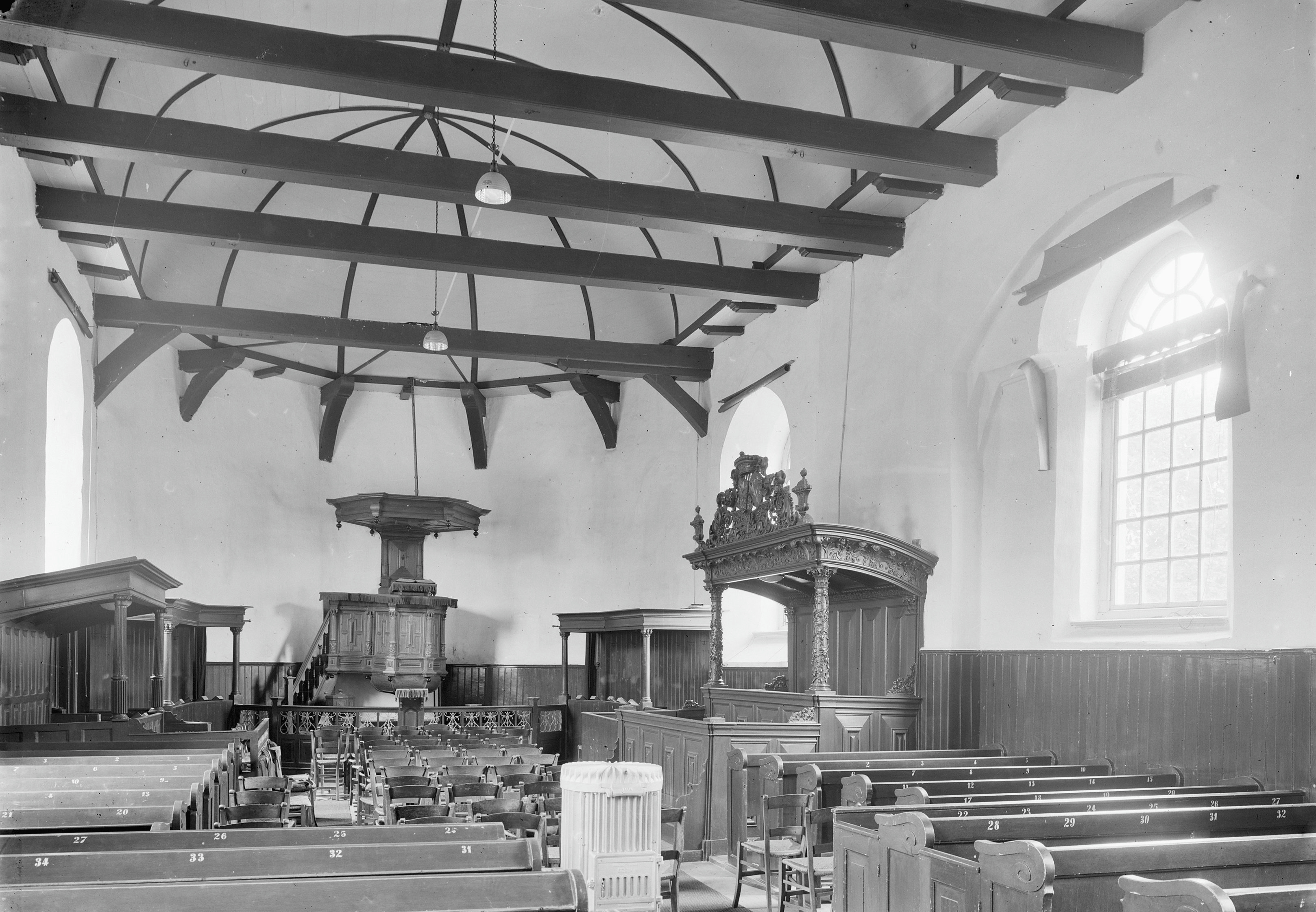
Interieur met preekstoel (1944)